# IEC 61000-4-11
IEC 61000-4-11 és una normativa internacional (creada per l'IEC) de compatibilitat electromagnètica que es refereix als requisits d'immunitat a pertorbacions produïdes per buits de tensió, interrupcions breus i variacions de tensió. Aquesta norma vol simular el soroll elèctric produït per variacions de tensió de la xarxa elèctrica. És la part 4-11 de la norma IEC 61000 i la darrera versió es pot esbrinar aquí.

## Contingut
La norma IEC 61000-4-11 defineix els següents punts:
- Generalitats.
- Entorn.
- Límits d'immunitat.
- Tècniques d'assaig i mesura.
- Guies d'instal·lació i d'atenuació.

## Nivells d'assaig
Durades i nivells d'assaig pels buits de tensió:
| Classe |                        |                        |                           |                           |                             |
| 1      | en funció del producte | en funció del producte | en funció del producte    | en funció del producte    | en funció del producte      |
| 2      | 0% durant 1/2 període  | 0% durant 1 període    | 70% durant 25/30 períodes | 70% durant 25/30 períodes | 70% durant 25/30 períodes   |
| 3      | 0% durant 1/2 període  | 0% durant 1 període    | 40% durant 10/12 períodes | 70% durant 25/30 períodes | 80% durant 250/300 períodes |
| X      | especial               | especial               | especial                  | especial                  | especial                    |

Durades i nivells d'assaig per les interrupcions breus:
| Classe |                            |
| 1      | en funció del producte     |
| 2      | 0% durant 250/300 períodes |
| 3      | 0% durant 250/300 períodes |
| X      | especial                   |

Durada de les variacions de tensió:
| Nivell de tensió | Durada de la disminució de tensió | Durada de la tensió reduïda | Durada de l'augment de tensió |
| 70%              | Brusc                             | 1 període                   | 25/30 períodes                |
| X                | especial                          | especial                    | especial                      |